# Ampelisca bransfieldi
Ampelisca bransfieldi är en kräftdjursart. Ampelisca bransfieldi ingår i släktet Ampelisca och familjen Ampeliscidae. Inga underarter finns listade i Catalogue of Life.